# Gran Premi de Fourmies femení
El Gran Premi de Fourmies femení és una cursa femenina de ciclisme d'un dia que es celebra a França des de l'any 2019. Està integrada dins el calendari femení de l'UCI com a cursa 1.2.
Es disputa anualment pels voltants de la vila de Fourmies. La primera vencedora fou la vietnamita Thi That Nguyen.

## Palmarès
| Any  | Vencedor        | Segon              | Tercer                    |         |
| ---- | --------------- | ------------------ | ------------------------- | ------- |
| 2019 | Nguyễn Thị Thật | Kaat Hannes        | Pascale Jeuland-Tranchant |         |
| 2020 | suspesa         | suspesa            | suspesa                   | suspesa |
| 2021 | Pfeiffer Georgi | Rachel Neylan      | Silvia Zanardi            |         |
| 2022 | Clara Copponi   | Valentina Basilico | Maria Martins             |         |
| 2023 | Marta Lach      | Sofie van Rooijen  | Marthe Truyen             |         |
| 2024 | Silvia Zanardi  | Cat Ferguson       | Martina Alzini            |         |
| 2025 |                 |                    |                           |         |